# أنيل داش
أنيل داش (بالإنجليزية: Anil Dash) هو رائد أعمال أمريكي، ولد في 5 سبتمبر 1975.

## وصلات خارجية
- الموقع الرسمي